# Кућа на пијеску
„Кућа на пијеску“ је југословенски филм из 1985. године. Режирао га је Иван Мартинац, који је написао и сценарио.

## Награде
Археолог се враћа с ископина у Каталонији кући у Сплит, где након одређеног времена изврши самоубиство. Његов пријатељ судија проналази аудио касету са снимљеним археологовим записом, помоћу које покушава одгонетнути разлоге за самоубиство...

## Улоге
| Глумац            | Улога   |
| ----------------- | ------- |
| Бранко Ђурић      |         |
| Душан Јанићијевић |         |
| Марина Немет      | Девојка |